# Карпинета (Пистоја)
Карпинета је насеље у Италији у округу Пистоја, региону Тоскана.
Према процени из 2011. у насељу је живело 28 становника. Насеље се налази на надморској висини од 827 м.